# SSCノースアメリカ

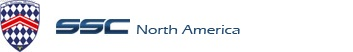
ロゴ

SSCノースアメリカ（SSC North America）は、1999年創業のアメリカの自動車メーカーである。前社名はシェルビー・スーパーカーズ（Shelby Super Cars North America Inc.）。ジェロルド・シェルビー（自動車デザイナーのキャロル・シェルビーとは無関係）によって所有されている。本社はワシントン州リッチランドに所在する。SSCノースアメリカ社はスポーツカーの生産を専門にしている。
前述の通り、キャロル・シェルビーが起こしたシェルビーアメリカン社とは無関係であり、混同を避けるために2012年1月からはSSCノースアメリカに改称された。

## 概要
1999年にジェロルド・シェルビーによって設立された。その時代の世界最高峰の性能と十分な品質を備えながら、他社製の同クラスのものと比べて安価なスポーツカーを少量生産している。また、世界で初めて自動車にカーボンファイバー製ワンピースホイールを採用したメーカーである。現在はリッチランドに新本社を建設している。

## SSC Asia
アジア地域において同社の生産モデルを販売する正規代理店。2011年8月5日、上海にて設立記念式典が行われた。

## 車種
- エアロ/アルティメットエアロ（2007年-2011年）
- トゥアタラ（2012年-）